# Distretto di Mehedinți
Il distretto di Mehedinți (in romeno Județul Mehedinți) è uno dei 41 Distretti della Romania, ubicato parte nella regione storica dell'Oltenia e parte in quella del Banato.
Sull'origine del nome di "Mehedinți" sono state avanzate due ipotesi: potrebbe derivare da una colonia romana Medium presente nel vicino distretto di Caras-Severin, oppure dal nome ungherese "méhészkedés" che significa "apicoltura". La seconda teoria sembra più credibile perché sul blasone della contea di Mehedinți è rappresentata un'ape sopra un ponte costruito dall'architetto Apollodoro di Damasco (v. ponte di Traiano).

## Centri principali
| Comune                  | Abitanti |
| ----------------------- | -------- |
| Drobeta-Turnu Severin   | 107 882  |
| Orșova                  | 13 085   |
| Strehaia                | 11 901   |
| Șimian                  | 9 863    |
| Vânju Mare              | 6 555    |
| Corcova                 | 6 040    |
| Baia de Aramă           | 5 784    |
| Dati del 1º luglio 2007 |          |

## Struttura del distretto

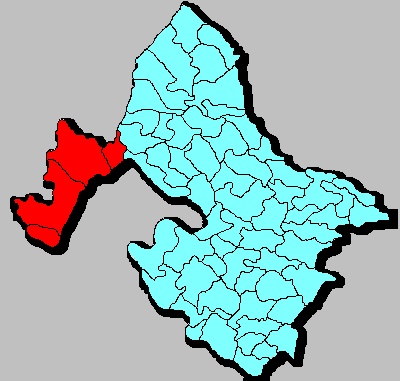
In rosso i comuni del Banato, in azzurro i comuni dell'Oltenia

Il distretto è composto da 2 municipi, 3 città e 61 comuni.

### Municipi
- Drobeta-Turnu Severin
- Orșova

### Città
- Baia de Aramă
- Strehaia
- Vânju Mare

### Comuni
- Bala
- Balta
- Bălăcița
- Bâcleș
- Bâlvănești
- Braniștea
- Breznița-Motru
- Breznița-Ocol
- Broșteni
- Burila Mare
- Butoiești
- Căzănești
- Cireșu
- Comanda (Mehedinti)
- Corcova
- Corlățel
- Cujmir
- Dârvari
- Devesel
- Dubova
- Dumbrava
- Eșelnița
- Florești
- Gârla Mare
- Godeanu
- Gogoșu

- Greci
- Grozești
- Gruia
- Hinova
- Husnicioara
- Ilovăț
- Ilovița
- Isverna
- Izvoru Bârzii
- Jiana
- Livezile
- Malovăț

- Obârșia-Cloșani
- Obârșia de Câmp
- Oprișor
- Pădina Mare
- Pătulele
- Podeni
- Ponoarele
- Poroina Mare
- Pristol
- Prunișor
- Punghina
- Rogova

- Salcia
- Stângăceaua
- Svinița
- Șimian
- Sisești
- Șovarna
- Tâmna
- Vânători
- Vânjuleț
- Vlădaia
- Voloiac
- Vrata